# Am Schöpfwerk metróállomás
Am Schöpfwerk egy metróállomás Bécsben a bécsi metró U6-os vonalán.

## Szomszédos állomások
A metróállomáshoz az alábbi állomások vannak a legközelebb:
- Tscherttegasse
- Alterlaa

## Átszállási kapcsolatok
| U6 (Floridsdorf ↔ Siebenhirten) |                        |                         |
| Állomás                         | Átszállási kapcsolatok | Fontosabb létesítmények |
| Am Schöpfwerk                   | 16A                    |                         |